# Dryckesburk

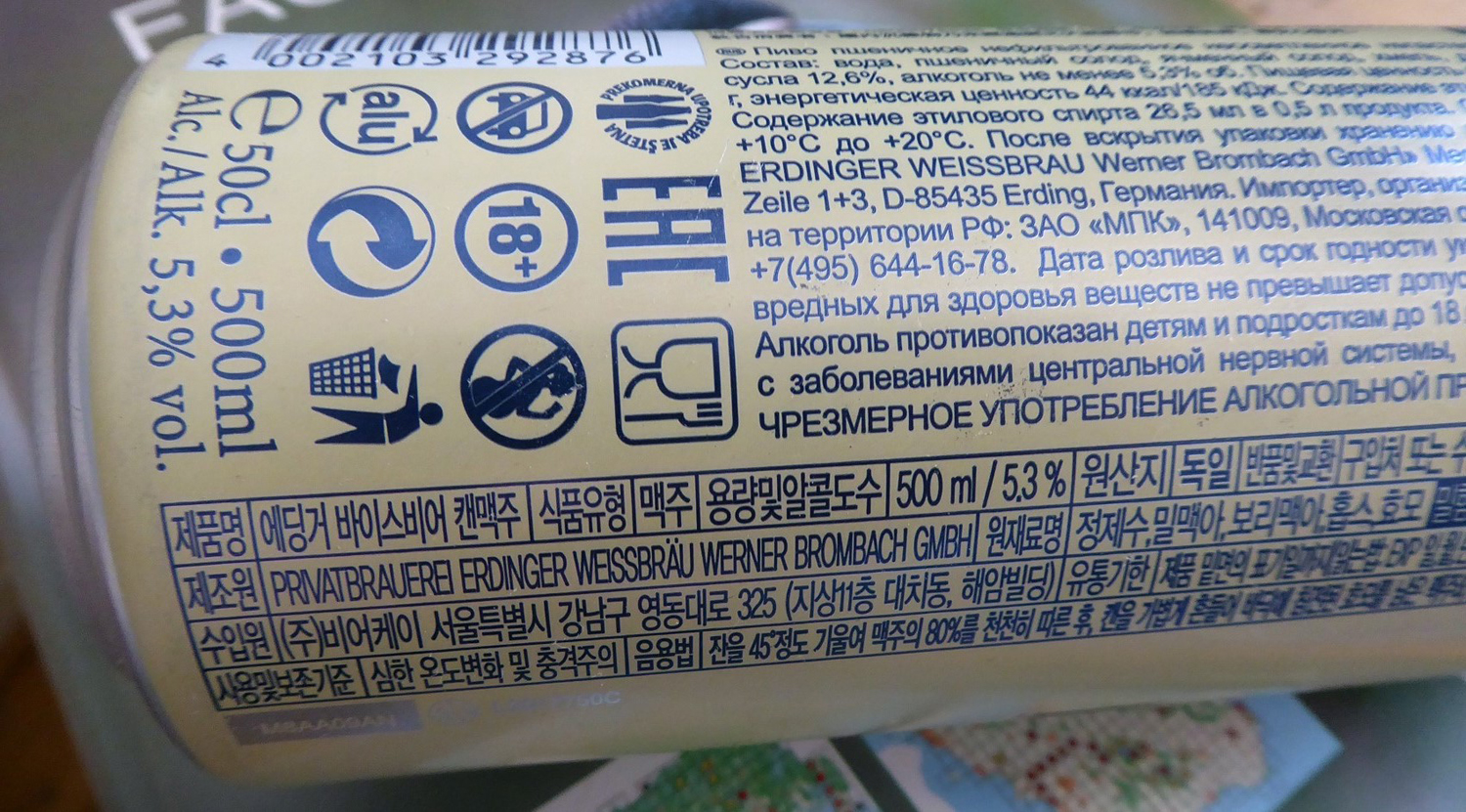
Tysk ölburk för export.

En dryckesburk avser vanligen en standardiserad, återvinningsbar burk av aluminium eller stålplåt för dryck, vanligen kolsyrat vatten, läsk, energidryck, öl eller cider. De förekommer i flera olika storlekar, till exempel 25, 33, 50 och 100 cl. Efter konsumtion lämnas tomburken oftast till återvinning.

## Historia
Redan i början av 1900-talet gjordes försök med drycker och främst öl förpackad i plåtburkar, men det var först 1935 som en kommersiellt producerad plåtburk för öl lanserades. I december 1936 lanserades ölburken i Europa. Många av de första burkarna på 1930-talet var av så kallad cone top-typ, med en kort hals som förslöts med en kronkork. Dessa ansågs enklare att öppna, övriga burkar var främst av flat top-typ, och måste öppnas med konservöppnare eller en annan särskilt avsedd öppnare.

Öppning av en dryckesburk med SOT-lock.

I Sverige lanserades ölburken 1955. Här var alla burkar av flat top-typ fram till 1964. Det gjorde att flaskor fortsatte att dominera och att burkarna endast utgjorde en liten del av marknaden. Under 1960-talet börjar man experimentera med olika former av lättöppningslock. 1967 introduceras det så kallade rivtopplocket. Det ersattes 1990 av SOT-locket. 1978 ändrades formen på burkarna, som fick en mjukare övergång mellan topp och sida. 1981 ersattes plåtburkarna av burkar i aluminium.

## Sexpack och fyrpack
Burkar brukar förpackas i sexpack eller fyrpack. Tidigare var sexpack och fyrpack sammanfogade upptill med mjukplastringar, men nu är de oftare inslagna i kartong eller plast.

## Tillverkningsprocess
Vid tillverkning  matas aluminiumplåt in i en cupper som skär ut mynt och formar dem till ihåliga koppar. Kopparna har större diameter och tjockare väggar än den färdiga burken. Kopparna åker sedan in i en press som pressar dem genom ett antal precisionsringar, den ena mindre än den föregående. Detta gör att tjockleken på koppens vägg minskar och den blir längre. Detta sker utan uppvärmning och därför brukar denna process kallas för kallpressning. Burkens botten formas i slutet efter att den pressats igenom alla precisionsringarna, sedan kapas den till önskad längd och överblivet material återvinns.
Efter detta tvättas burkarna så att eventuella smörjmedel försvinner och de torkas sedan i en ugn. Burkarna täcks sedan invändigt för att innehållet sen inte ska kunna komma i kontakt med metallen. Efter det målas burkarna utvändigt och genomgår en kvalitetskontroll där de röntgas efter sprickor eller hål. Defekta burkar tas bort och återvinns. Burklocken levereras separat och falsas (viks) fast på burken efter att innehållet tappats upp.

## Pant
Aluminiumburkar som ingår i ett pantsystem går att panta i butiker. I Sverige infördes pant för aluminiumburkar den 1 mars 1984 och var då 25 öre. 1987 höjdes panten till 50 öre. Mellan 15 september 2010 till 31 december 2011 fanns det burkar med både 1 kr i pant och 2 kr för större flaskor, samt de äldre med 50 öres pant. 50-öresburkar gick att panta till 31 augusti 2012. Panthöjningen berodde på att man ville få fler att panta sina burkar, men också beroende på att 50-öringen försvann.
I Finland är panten för alla burkar oavsett storlek (0,2 liter-0,5 liter) 0,15 €.
Statistiken visar att under 2014 pantades 85,1 procent av burkarna i Sverige. 2023 var insamlingsgraden 88,5 %.

## Återvinning av aluminiumburkar - livscykelaspekter
Framställning av aluminium från råvaran bauxit kräver cirka 15 kWh/kg,Al. Framställning baserad på Al-skrot kräver bara cirka 5% av denna el-mängd. 70% av världens elproduktion är fossilbaserad med CO2-utsläpp på mellan 0,5 och 1,0 kg per producerad kWh. Även om svensk elproduktion har mycket låga CO2-utsläpp så är Sverige en stor el-exportör, och el som sparas i svensk aluminiumframställning kan därför via exportkablar ersätta fossilbaserad elproduktion i till exempel Polen och Baltikum.
Då en aluminiumburk väger knappt 20 gram innebär detta att en enda återvunnen burk innebär en besparing av el på 1/3 kWh, och en potentiell minskning av CO2-utsläpp på 2-3 hekto.